# Rudolf Müller (Fußballspieler, 1960)
Rudolf „Rudi“ Müller (* 28. September 1960) ist ein ehemaliger deutscher Fußballspieler.

## Werdegang
Rudolf Müller gelang es, elf Jahre nach seinem letzten Einsatz in der 1. Bundesliga, erneut dort zu spielen. Von 1979 bis 1982 spielte Müller dreimal für den 1. FC Köln in der 1. Bundesliga. Nach Zwischenstationen bei Rot-Weiss Essen und Wuppertaler SV, mit denen er unter anderem auch in der 2. Bundesliga spielte, kehrte er 1993 zum 1. FC Köln zurück. Dort war er jedoch lediglich als Führungspersönlichkeit für die eigene Amateurmannschaft vorgesehen. Am letzten Spieltag der Saison 1993/94 herrschte bei den Profis Personalmangel im Abwehrbereich. Trainer Morten Olsen entschied sich, Rudi Müller, der mit soliden Leistungen im zweiten Team überzeugte, einzusetzen. 1995 wechselte er zurück zum Wuppertaler SV in die Regionalliga West/Südwest.
Rudolf Müller absolvierte insgesamt 82 Zweitligaspiele und erzielte dabei elf Tore.

## Statistik
- 1. Bundesliga
4 Spiele 1. FC Köln

- 2. Bundesliga
50 Spiele; 7 Tore Rot-Weiss Essen
32 Spiele; 4 Tore Wuppertaler SV

## Erfolge
- 1980 DFB-Pokal-Finale
- 1982 Deutscher Vize-Meister
- Oberliga-Torschützenkönig 1992